# زوران يانكوفيتش (سياسي)
زوران يانكوفيتش (بالسلوفينية: Zoran Janković)‏ (صربية: Зоран Јанковић) (ولد في 1 يناير 1953) هو سياسي ورجل أعمال سلوفيني.

## روابط خارجية
- زوران يانكوفيتش على موقع IMDb (الإنجليزية)